# Herbert Kroemer
Herbert Kroemer (25. srpna 1928 – 8. března 2024) byl německý fyzik, profesor elektrotechniky na University of California, Santa Barbara. 
Získal Ph.D. v teoretické fyzice na Univerzitě v Göttingenu (Německo) a poté pracoval v oblasti polovodičů. V roce 2000 získal spolu s Žoresem Alferovem Nobelovu cenu za fyziku „za vývoj heterogenních polovodičových struktur používaných ve vysokorychlostní elektronice a optoelektronice“. Za stejný rok získal Nobelovu cenu také Jack Kilby za podíl na vynálezu integrovaného obvodu.
V roce 2003 se stal členem Národní akademie věd Spojených států amerických.